# Bobby Bradford
Bobby Bradford (* 19. Juli 1934 in Cleveland, Mississippi) ist ein US-amerikanischer Jazztrompeter.

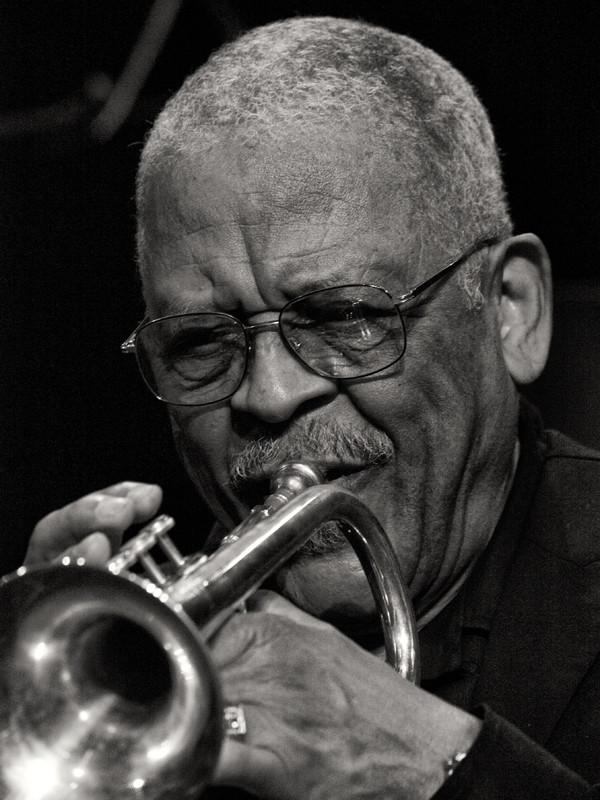
Bobby Bradford, Moers Festival 2008

## Leben und Wirken
Bradford wuchs in Dallas auf, spielte in der Highschool und im College mit Cedar Walton und David Newman. 1953 ging er nach Los Angeles, wo er erstmals mit Ornette Coleman arbeitete und mit Wardell Gray, Gerald Wilson und Eric Dolphy auftrat. Nach Militärdienst und Studium (am Huston-Tillotson College, Bachelor of Music) arbeitete er zwischen 1961 und 1963 im Coleman-Quartett. Anschließend ging er an die Westküste zurück, wo er 1965 mit John Carter eine Band gründete. In den 1970ern nahm er mit Coleman auf und verbrachte er längere Zeit in Europa, wo er mit John Stevens und Trevor Watts im Spontaneous Music Ensemble arbeitete. Anschließend lebte er wieder in Los Angeles, wo er mit seinem Mo'tet Avantgarde Jazz spielte. Zu hören ist er u. a. auch auf Vinny Golias Album Sfumato (Clean Feed, 2005). Er lehrte am Pasadena City College in Pasadena (Kalifornien) und am Pomona College in Claremont (Kalifornien).
Seine Tochter ist die Sängerin und Hochschullehrerin Carmen Bradford (* 1960). Neben Marilyn Crispell wurde Bradford 2025 mit dem hochdotierten Instant Award in Improvised Music ausgezeichnet.

## Diskographische Hinweise
- Love's Dream (Emanem, 1973) mit Trevor Watts, Kent Carter und John Stevens
- Bobby Bradford and The Mo'tet: Lost In L.A. (Soul Note, 1986) mit James Kousakis, Mark Dresser, Roberto Miguel Miranda, Sherman Ferguson
- John Carter & Bobby Bradford: Tandem 2 (Emanem, 1996)
- Purple Gums (Asian improvs, 2002) mit Francis Wong, William Roper
- Bobby Bradford / Francis Wong / William Roper: Purple Gums (Asian Improv Records, 2003)
- Bobby Bradford / Mark Dresser / Glenn Ferris: Live In LA (Clean Feed, 2011)
- Bobby Bradford, Frode Gjerstad, Ingebrigt Håker Flaten, Paal Nilssen-Love: Kampen (2012)
- Bobby Bradford & John Carter Quintet: No U Turn: Live in Pasadena, 1975 (2015)
- Bobby Bradford/Hafez Modirzadeh/Mark Dresser/Alex Cline: Live at the Open Gate (NoBusiness Records, 2016)
- Bobby Bradford & Hafez Modirzadeh with Ken Filiano & Royal Hartigan: Live at the Magic Triangle (No Business, 2017)
- Bobby Bradford, Hafez Modirzadeh, Roberto Miranda, Vijay Anderson: Live at the Blue Whale (NoBusiness, 2018)
- Bobby Bradford / Frode Gjerstad / Kent Carter / John Stevens: Blue Cat (NoBusiness, 2019)
- Roberto Mirandas Home Music Ensemble: Live at Bing Theatre, Los Angeles, 1985 (Dark Tree, ed. 2021)
- Bobby Bradford / Frode Gjerstad / William Roper / Alex Cline: Frice (Fundacja Słuchaj, 2024)